# Mariusz Kamiński
Mariusz Kamińskiⓘ (ur. 25 września 1965 w Sochaczewie) – polski historyk i polityk.
Działacz opozycji antykomunistycznej w okresie PRL. Poseł na Sejm III, IV, V, VII, VIII, IX i X kadencji (1997–2006, 2011–2023), w latach 2005–2006 sekretarz stanu w Kancelarii Prezesa Rady Ministrów, w latach 2006–2009 szef Centralnego Biura Antykorupcyjnego, w latach 2011–2025 wiceprezes Prawa i Sprawiedliwości, w latach 2015–2023 minister – koordynator służb specjalnych w rządzie Beaty Szydło oraz w pierwszym i drugim rządzie Mateusza Morawieckiego, w latach 2019–2023 minister spraw wewnętrznych i administracji w pierwszym i drugim rządzie Mateusza Morawieckiego. Poseł do Parlamentu Europejskiego X kadencji (od 2024).

## Życiorys
W 1981 został skazany na rok pobytu w zawieszeniu w zakładzie poprawczym za zbezczeszczenie Pomnika Wdzięczności Armii Czerwonej po tym, jak uczestniczył w malowaniu antyradzieckich napisów na monumencie. Według ustaleń Milicji Obywatelskiej był wówczas działaczem Samodzielnej Grupy Konspiracyjnej „Gniew”. 1 maja 1983 został zatrzymany zgodnie z kartoteką ówczesnego Ministerstwa Spraw Wewnętrznych za wznoszenie „wrogich” okrzyków w trakcie „nielegalnej” manifestacji. Został zwolniony w dniu 3 maja 1983 i oddany do dyspozycji prokuratury, z zarzutem z art. 235 (przestępstwo użycia przemocy lub groźby bezprawnej w celu zmuszenia funkcjonariusza publicznego albo osoby do pomocy mu przybranej do zaniechania prawnej czynności służbowej) i art. 237 (przestępstwo znieważanie organu publicznego lub organizacji politycznej) kodeksu karnego z 1969. Miał obowiązek zgłaszania się dwa razy w tygodniu do miejscowej komendy Milicji Obywatelskiej. W dniu 23 maja 1983 został usunięty ze szkoły (był wówczas uczniem III klasy). Postępowanie przeciwko niemu umorzono na mocy amnestii w lipcu 1983. Naukę w liceum ukończył w XX Liceum Ogólnokształcącym im. Bolesława Chrobrego w Warszawie. Był członkiem Federacji Młodzieży Walczącej, współtworzył redakcję wydawanych przez FMW pism podziemnych „Serwis Informacyjny FMW” oraz „Nasze Wiadomości”. W 1984 rozpoczął studia w Instytucie Historii Wydziału Historycznego Uniwersytetu Warszawskiego (ukończył je w 1990, broniąc pracę magisterską Terroryzm w powstaniu styczniowym napisanej pod kierunkiem Jerzego Skowronka). Od 1984 należał do niejawnego Niezależnego Zrzeszenia Studentów. Był członkiem tajnego zarządu NZS na Uniwersytecie Warszawskim. Jako przedstawiciel opozycyjnych organizacji studenckich brał udział w podzespole ds. stowarzyszeń i samorządu terytorialnego Okrągłego Stołu, w grupie roboczej ds. stowarzyszeń. We własnym odczuciu był „petentem zarówno strony rządowej, jak i solidarnościowej”.
Był krótko działaczem Ruchu Obywatelskiego Akcja Demokratyczna. W 1991 pracował w Departamencie Zagrożeń Wewnętrznych Biura Bezpieczeństwa Narodowego, później zatrudniony w administracji zarządu Regionu Mazowsze „Solidarności”, w Głównym Urzędzie Ceł i w TVP.
W 1993 założył antykomunistyczne stowarzyszenie Liga Republikańska, któremu przewodniczył do rozwiązania w 2001. Był współtwórcą zarejestrowanej w 2003 Fundacji „Pamiętamy” (statut 1999), powołanej dla przywrócenia pamięci społecznej o żołnierzach wyklętych, i zasiadał do początku 2005 w jej radzie programowej obok innego działacza Ligi Republikańskiej, Macieja Wąsika. W wyborach parlamentarnych w 1997 po raz pierwszy został wybrany na posła z listy ogólnopolskiej Akcji Wyborczej Solidarność. W 2001 i 2005 ponownie uzyskał mandat jako kandydat Prawa i Sprawiedliwości w okręgu warszawskim.
W latach 2001–2002 był wiceprezesem partii Przymierze Prawicy, następnie z tym ugrupowaniem przystąpił do PiS, w którym od 2004 do 2006 pełnił obowiązki prezesa regionu warszawskiego. W rządzie Kazimierza Marcinkiewicza został sekretarzem stanu w KPRM.
5 lipca 2006 zrezygnował z mandatu poselskiego. Następnego dnia odebrał nominację na pełnomocnika ds. organizacji Centralnego Biura Antykorupcyjnego, którego był inicjatorem. Zrezygnował też z członkostwa w PiS. 3 sierpnia 2006 premier Jarosław Kaczyński powołał go na szefa nowo utworzonego Centralnego Biura Antykorupcyjnego. W październiku 2009 zakończył pełnienie tej funkcji.
W styczniu 2011 ponownie wstąpił do Prawa i Sprawiedliwości i zasiadł w komitecie politycznym tej partii. Został także pełnomocnikiem PiS w Warszawie. W wyborach parlamentarnych w tym samym roku liczbą 17 535 głosów zdobył mandat poselski. 26 listopada 2011 został wybrany przez radę polityczną PiS na wiceprezesa partii.
W okresie rządów koalicji PO–PSL (2007–2014) pracował w spółce z o.o. Srebrna.
W 2015 z powodzeniem ubiegał się o poselską reelekcję (dostał 29 654 głosy). 16 listopada tego samego roku powołany na ministra bez teki w rządzie Beaty Szydło. Na mocy rozporządzenia premiera uzyskał uprawnienia w zakresie koordynacji działalności służb specjalnych. 11 grudnia 2017 objął stanowisko ministra-członka Rady Ministrów w nowo utworzonym rządzie Mateusza Morawieckiego, ponownie został też koordynatorem służb specjalnych. 9 sierpnia 2019 premier Mateusz Morawiecki powierzył mu wykonywanie obowiązków ministra spraw wewnętrznych i administracji. 14 sierpnia tego samego roku prezydent Andrzej Duda powołał Mariusza Kamińskiego na urząd ministra spraw wewnętrznych i administracji. Pozostał przy tym koordynatorem służb specjalnych.
W wyborach parlamentarnych w 2019 polityk kandydował ponownie do Sejmu w okręgu nr 19 z listy Prawa i Sprawiedliwości. Uzyskał mandat posła IX kadencji, otrzymując 19 797 głosów. 15 listopada 2019 prezydent RP Andrzej Duda powołał go ponownie na stanowisko ministra spraw wewnętrznych i administracji oraz na stanowisko ministra-członka rady ministrów.
W maju 2021 Najwyższa Izba Kontroli złożyła do prokuratury zawiadomienie o możliwości popełnienia przestępstwa nadużycia uprawnień przez Mariusza Kamińskiego w związku z przygotowaniami do przeprowadzenia wyborów prezydenckich w 2020.
We wrześniu 2021 działacze Partii Razem złożyli w prokuraturze zawiadomienie o popełnieniu przestępstwa rozpowszechniania pornografii z udziałem dzieci i zwierząt przez Kamińskiego, Błaszczaka i Żaryna w związku ze zdjęciami pokazywanymi przez nich na konferencji 27 września 2021.
W wyborach w 2023 z powodzeniem ubiegał się o reelekcję do Sejmu jako lider listy PiS w okręgu nr 7 (uzyskał 44 195 głosów). 27 listopada tego samego roku zakończył pełnienie funkcji ministra. 21 grudnia Marszałek Sejmu Szymon Hołownia, na podstawie art. 99 ust. 3 Konstytucji RP oraz art. 247 § 1 pkt 2 Kodeksu wyborczego w związku z wyrokiem Sądu Okręgowego w Warszawie, stwierdził wygaśnięcie jego mandatu poselskiego. W 2024 został natomiast wybrany do Parlamentu Europejskiego X kadencji, będąc liderem listy Prawa i Sprawiedliwości w okręgu nr 8 (dostał wówczas 110 466 głosów). Zasiadł w Komisji Wolności Obywatelskich, Sprawiedliwości i Spraw Wewnętrznych. W czerwcu 2025 przestał pełnić funkcję wiceprezesa PiS.

## Wyniki w wyborach ogólnopolskich
| Wybory | Komitet wyborczy                | Komitet wyborczy           | Organ             | Okręg            | Wynik        |
| ------ | ------------------------------- | -------------------------- | ----------------- | ---------------- | ------------ |
| 1997   |                                 | Akcja Wyborcza Solidarność | Sejm III kadencji | nr 1             | 5399 (0,68%) |
| 2001   |                                 | Prawo i Sprawiedliwość     | Sejm IV kadencji  | nr 19            | 5257 (0,72%) |
| 2005   | Sejm V kadencji                 | Prawo i Sprawiedliwość     | 9142 (1,20%)      | nr 19            |              |
| 2011   | Sejm VII kadencji               | Prawo i Sprawiedliwość     | 17 535 (1,72%)    | nr 19            |              |
| 2015   | Sejm VIII kadencji              | Prawo i Sprawiedliwość     | 29 654 (2,71%)    | nr 19            |              |
| 2019   | Sejm IX kadencji                | Prawo i Sprawiedliwość     | 19 797 (1,43%)    | nr 19            |              |
| 2023   | Sejm X kadencji                 | Prawo i Sprawiedliwość     | nr 7              | 44 195 (9,67%)   |              |
| 2024   | Parlament Europejski X kadencji | Prawo i Sprawiedliwość     | nr 8              | 110 466 (17,84%) |              |

## Proces karny i skazanie
6 października 2009 prokurator Prokuratury Okręgowej w Rzeszowie przedstawił mu zarzuty m.in. przekroczenia uprawnień i popełnienia przestępstw przeciwko wiarygodności dokumentów (w tym wielokrotnego fałszowania podpisów i dokumentów wydawanych m.in. przez Marszałka Województwa Warmińsko-Mazurskiego, wójta gminy czy dyrektora departamentu) w związku z tzw. aferą gruntową, do popełnienia których Kamiński się nie przyznał. 13 października 2009 premier Donald Tusk odwołał go ze stanowiska. We wrześniu 2010 został przeciwko niemu skierowany do sądu akt oskarżenia. Z tego powodu na podstawie art. 64 znowelizowanej ustawy o CBA, we wrześniu 2010, Kamiński został zwolniony ze służby. 20 czerwca 2012 Sąd Rejonowy Warszawa-Śródmieście uwzględnił wnioski obrońców i nieprawomocnie umorzył postępowanie przeciwko Kamińskiemu i jego podwładnym (w którym byli oskarżeni o nadużycia uprawnień i przestępstwa przeciwko dokumentom przy tzw. aferze gruntowej), stwierdzając brak znamion czynów zabronionych. Postanowienie to na skutek zażalenia złożonego przez prokuratora postanowieniem sądu okręgowego z 6 grudnia 2012 zostało uchylone, powyższe skutkowało koniecznością przeprowadzenia rozprawy.
W marcu 2015 Kamiński został przez sąd I instancji uznany za winnego przekroczenia uprawnień i nieprawomocnie skazany na karę trzech lat pozbawienia wolności. Przed uprawomocnieniem się tego orzeczenia, tj. przed rozpoznaniem apelacji, 16 listopada 2015 prezydent Andrzej Duda powołał się na art. 139 Konstytucji i zastosował wobec Kamińskiego prawo łaski w formule „przebaczenie i puszczenie w niepamięć oraz umorzenie postępowania”. W marcu 2016 sąd odwoławczy, który miał rozpoznać złożone apelacje, powołując się na powyższą decyzję prezydenta, umorzył postępowanie.
31 maja 2017 Sąd Najwyższy (SN) w przyjętej uchwale uznał akt łaski za bezskuteczny. 17 lipca 2018 Trybunał Konstytucyjny orzekł (przy zdaniu odrębnym jednego w pięcioosobowym składzie sędziego), że konstytucyjne prawo łaski jako pojęcie szersze od ułaskawienia obejmuje również akty abolicji indywidualnej.
2 czerwca 2023 Trybunał Konstytucyjny na wniosek Marszałka Sejmu orzekł, iż prawo łaski jest wyłączną i niepodlegającą kontroli kompetencją Prezydenta RP i wywołuje ostateczne skutki prawne. Trybunał uznał, że Sąd Najwyższy nie ma kompetencji do sprawowania kontroli ze skutkiem prawnym wykonywania kompetencji Prezydenta RP odnoszących się do prawa łaski. Zdanie odrębne do wyroku zgłosili sędziowie Piotr Pszczółkowski i Michał Warciński.

6 czerwca 2023 – z uwagi na skorzystanie przez Andrzeja Dudę wobec skazanych z prawa łaski w formule zbliżonej do abolicji indywidualnej, niewymienionej w polskim prawie, oraz związaną z tym błędną wykładnię sądu II instancji – Sąd Najwyższy na podstawie m.in. uchwały SN z dnia 31 maja 2017 r., I KZP 4/17, stwierdzającej, że

„Prawo łaski, jako uprawnienie Prezydenta Rzeczypospolitej Polskiej określone w art. 139, zdanie pierwsze, Konstytucji Rzeczypospolitej Polskiej, może być realizowane wyłącznie wobec osób, których winę stwierdzono prawomocnym wyrokiem sądu (osób skazanych). Tylko przy takim ujęciu zakresu tego prawa nie dochodzi do naruszenia zasad wyrażonych w treści art. 10 w zw. z art. 7, art. 42 ust. 3, art. 45 ust. 1, art. 175 ust. 1 i art. 177 Konstytucji Rzeczypospolitej Polskiej. Zastosowanie prawa łaski przed datą prawomocności wyroku nie wywołuje skutków procesowych”

 – uchylił postanowienie Sądu z marca 2016 o umorzeniu postępowania i przekazał sprawę do ponownego rozpatrzenia w sądzie okręgowym.
SN zakwestionował też orzeczenie Trybunału Konstytucyjnego z 2 czerwca 2023, że Sąd Najwyższy nie ma kompetencji do sprawowania kontroli ze skutkiem prawnym wykonywania kompetencji Prezydenta RP odnoszących się do prawa łaski, stwierdzając, że do sprawy istotne znaczenie ma zakres kompetencji Trybunału Konstytucyjnego, wynikający z art. 188 ust. 1 pkt 1 Konstytucji RP, zgodnie z którym Trybunał Konstytucyjny orzeka w sprawach zgodności ustaw i umów międzynarodowych z Konstytucją. Oznacza to w konsekwencji, że przedmiotem kognicji jest treść ustawy, a nie sposób jej zastosowania przez sądy. Trybunał Konstytucyjny nie bierze udziału w sprawowaniu wymiaru sprawiedliwości bo zgodnie z art. 175 Konstytucji wymiar sprawiedliwości w Rzeczypospolitej Polskiej sprawują; Sąd Najwyższy, sądy powszechne, sądy administracyjne oraz sądy wojskowe. Nie może więc orzekać w sprawach dotyczących rozstrzygania konkretnych sporów prawnych (sporów ze stosunków prawnych) i w konsekwencji, zgodnie z Konstytucją, kompetencje Sądu Najwyższego i Trybunału Konstytucyjnego są rozdzielne i nie dotyczą tego samego zakresu rozstrzygnięć.
20 grudnia 2023, po rozpoznaniu apelacji od wyroku sądu I instancji, Kamiński został prawomocnie skazany przez Sąd Okręgowy w Warszawie na karę dwóch lat pozbawienia wolności, otrzymał on również pięcioletni zakaz pełnienia funkcji publicznych. 11 stycznia 2024 Kamiński trafił do Aresztu Śledczego w Radomiu celem odbycia kary. Karę odbywał przez 13 dni, podejmując w tym czasie strajk głodowy. 23 stycznia 2024 został ułaskawiony przez prezydenta Andrzeja Dudę i tego samego dnia opuścił zakład karny.
8 lutego 2024 Prokuratura Okręgowa w Warszawie wszczęła śledztwo w związku z jego udziałem w pracach Sejmu w dniach 21 i 28 grudnia 2023, a 18 kwietnia przedstawiła mu zarzut niezastosowania się do zakazu pełnienia stanowisk publicznych. W związku z tym postępowaniem Parlament Europejski 1 kwietnia 2025 pozbawił go i Macieja Wąsika immunitetu.

## Odznaczenia
- Krzyż Komandorski Orderu Odrodzenia Polski – 2010[69][70]
- Krzyż Wolności i Solidarności – 2024[71]
- Krzyż Niepodległości I Klasy z Gwiazdą (NSZZ Policjantów) – 2022[72]

## Wyróżnienia
Otrzymał tytuł „Człowieka Roku 2007” przyznany przez „Gazetę Polską”.

## Życie prywatne
Syn Arkadiusza i Teresy. Był żonaty z Anną Kasprzyszak – polską dziennikarką, działaczką opozycyjną, doradcą prezydenta Andrzeja Dudy. Jego syn Kacper jest z wykształcenia prawnikiem, byłym działaczem samorządowym (był radnym PiS w Otwocku), zatrudnionym w Banku Światowym z rekomendacji NBP w latach 2018–2023. Obecną, drugą żoną polityka jest Barbara (skończyła prawo na Uniwersytecie Marii Curie-Skłodowskiej w Lublinie, od 2004 jako adwokat w Warszawie). W 2021 została wyznaczona przez Krajową Radę Sądownictwa na stanowisko sędzi w Sądzie Rejonowym w Piasecznie.
Mariusz Kamiński deklarował się jako ateista. Mimo to w 2019, podczas zaprzysiężenia na urząd ministra spraw wewnętrznych i administracji oraz przy okazji ślubowania poselskiego w 2023 dodał do słów przysięgi formułę „tak mi dopomóż Bóg”.